# دانشکده دندانپزشکی اصفهان
دانشکده دندانپزشکی دانشگاه علوم پزشکی اصفهان یکی از دانشکده‌های دندانپزشکی ایران وابسته به دانشگاه علوم پزشکی اصفهان در اصفهان است.

## تاریخچه
دانشکده دندانپزشکی اصفهان در سال ۱۳۵۳ بنیانگذاری شد. هم‌اکنون این دانشکده دارای یازده گروه آموزشی، ۱۰۰ نفر عضو هیئت علمی و ۸۰۰ نفر دانشجوی دندانپزشکی حرفه‌ای و بیش از ۱۰۰ نفر دستیار تخصصی است. مرکز درمانی دندانپزشکی بیماری‌های خاص و ایمپلنت دندانی، مرکز تحقیقات علوم دندانپزشکی دکتر ترابی نژاد و سه کلینیک تخصصی وابسته در سطح شهر اصفهان از مراکز وابسته به این دانشکده هستند.